# حادثة الجيش الرابع الجديد
حادثة الجيش الرابع الجديد (بالصينية: 新四軍事件)، والمعروفة أيضًا باسم حادثة جنوب آنهوي أو حادثة وانان (بالصينية: 皖南事變) وقعت في الصين في يناير 1941 أثناء الحرب الصينية اليابانية الثانية، والتي عُلقت خلالها الحرب الأهلية الصينية نظريًا، مما أدى إلى توحيد الشيوعيين والقوميين تحت جبهة موحدة ضد اليابانيين. تُعد هذه الحادثة ذات أهمية بالغة لأنها أنهت التعاون الحقيقي بين القوميين والشيوعيين. واليوم ينظر مؤرخو جمهورية الصين وجمهورية الصين الشعبية إلى حادثة الجيش الرابع الجديد بشكل مختلف. من وجهة نظر جمهورية الصين، كان الشيوعيون هم من هاجموا أولاً وكان ذلك بمثابة عقاب على العصيان الشيوعي؛ بينما اعتبرتها جمهورية الصين الشعبية خيانةً من القوميين.  

## الأسباب

### وجهة نظر جمهورية الصين
في خريف عام 1940، هاجم الجيش الرابع الجديد الشيوعي القوات القومية بقيادة هان دي تشين. كما يزعم كتاب بينتون "الجيش الرابع الجديد" أن الشيوعيين هاجموا القوميين أولاً، وأن القوميين ردّوا على الشيوعيين. 

### وجهة نظر جمهورية الصين الشعبية
بالنسبة لمؤرخي جمهورية الصين الشعبية، بدأت الحادثة في ديسمبر 1940، عندما أمر تشيانج كاي شيك جيش الطريق الثامن والجيش الرابع الجديد بالانسحاب من آنهوي وجيانغسو إلى الشمال من مسار النهر الأصفر القديم في غضون شهر. وردًا على ذلك، وافق الحزب الشيوعي فقط على نقل قوات الجيش الرابع الجديد في جنوب آنهوي (وانان) إلى الضفة الشمالية لنهر اليانغتسي. في الرابع من يناير، بدأت القوة التي يبلغ قوامها 9000 جندي في التحرك من بلدة يونلينغ في مقاطعة جينغ باتجاه جيانغسو، وتخطط لعبور النهر على ثلاثة طرق. 

## كمين
في الخامس من يناير، حاصرت قوات قومية قوامها 80 ألف جندي بقيادة شانغجوان يون شيانغ القوات الشيوعية في بلدة ماولين، وهاجمتها بعد أيام. بعد أيام من القتال، تكبد الجيش الرابع الجديد خسائر فادحة - بما في ذلك العديد من العمال المدنيين الذين كانوا يعملون في المقر السياسي للجيش - بسبب الأعداد الهائلة من القوات القومية. في 13 يناير، ذهب يي تينغ، راغبًا في إنقاذ رجاله، إلى مقر شانغجوان يون شيانغ للتفاوض على الشروط. وعند وصوله، اعُتقل. قُتل المفوض السياسي للجيش الرابع الجديد شيانغ ينغ، ولم يتمكن سوى 2000 شخص، بقيادة هوانغ هو شينغ وفو تشيوتاو، من الهروب.

## العواقب
في 17 يناير، أمر تشيانج كاي شيك بحل الجيش الرابع الجديد، وأرسل يي تينج إلى محكمة عسكرية. ومع ذلك، في 20 يناير، أمر الحزب الشيوعي الصيني في يانان بإعادة تنظيم الجيش. وكان تشين يي قائد الجيش الجديد. وكان ليو شاو تشي المفوض السياسي. وكان المقر الرئيسي الجديد في جيانغسو، التي أصبحت الآن المقر العام للجيش الرابع الجديد وجيش الطريق الثامن. وقد ضمت هذه القوات مجتمعة سبع فرق ولواء مستقل، بإجمالي يزيد عن 90 ألف جندي.
بسبب هذه الحادثة، ووفقًا للحزب الشيوعي الصيني، وُجّهت انتقادات للحزب القومي الصيني لإثارته صراعًا داخليًا في الوقت الذي كان يُفترض فيه أن يكون الصينيون متحدين ضد اليابانيين؛ في حين اعتُبر الحزب الشيوعي الصيني بطلًا في طليعة الكفاح ضد اليابانيين وخيانة القوميين. ورغم أن الحزب الشيوعي فقد أراضي جنوب نهر اليانغتسي نتيجةً لهذه الحادثة، إلا أنه اكتسب دعمًا من السكان، مما عزز دعائمه شمال نهر اليانغتسي.
وبحسب الحزب القومي، فإن هذه الحادثة كانت ردا على العديد من حالات الغدر والمضايقة التي مارسها الجيش الرابع الجديد.
وتتحدث قصة فوشي للروائي ماو دون عن هذه الحادثة.

## ملحوظات
1. ↑  "新四軍事件之經過". art.archives.gov.tw. مؤرشف من الأصل في 2025-03-23. اطلع عليه بتاريخ 2025-01-13.
2. ↑  Lai، Sherman Xiaogang (1 يناير 2013). "A War Within a War: The Road to the New Fourth Army Incident in January 1941". Journal of Chinese Military History. Brill. ج. 2 ع. 1: 1–27. DOI:10.1163/22127453-12341249. ISSN:2212-7453. S2CID:159863211. مؤرشف من الأصل في 2025-04-24.
3. ↑  Benton، Gregor (أغسطس 1986). "The South Anhui Incident". The Journal of Asian Studies. Cambridge University Press. ج. 45 ع. 4: 681–720. DOI:10.2307/2056083. JSTOR:2056083. S2CID:163141212. مؤرشف من الأصل في 2020-07-12. اطلع عليه بتاريخ 2022-05-25.
4. ↑  Benton، Gregor (أغسطس 1986). "The South Anhui Incident". The Journal of Asian Studies. Cambridge University Press. ج. 45 ع. 4: 681–720. DOI:10.2307/2056083. JSTOR:2056083. S2CID:163141212. مؤرشف من الأصل في 2020-07-12. اطلع عليه بتاريخ 2022-05-25.Benton, Gregor (August 1986).
5. ↑  Lie-shu، Fang (2009). "Who should be responsible for the severe loss of the South-Anhui troop of the New Fourth Army". Historical Research in Anhui.

## قراءة إضافية
- بينتون، جريجور. الجيش الرابع الجديد: المقاومة الشيوعية على طول نهر اليانغتسي وهواي، 1938-1941. بيركلي: مطبعة جامعة كاليفورنيا، 1999. 949 صفحة.(ردمك 0-520-21992-9)رقم ISBN 0-520-21992-9 .